# توموآکی مائنو
توموآکی مائنو (انگلیسی: Tomoaki Maeno؛ زادهٔ ۲۶ مهٔ ۱۹۸۲) صداپیشهٔ اهل ژاپن است. وی از سال ۲۰۰۱ میلادی تاکنون مشغول فعالیت بوده‌است.